# Muscolo erettore spinale
Il muscolo erettore spinale, o sacrospinale o erettore della colonna, o erector spinae, appartiene ai muscoli delle docce vertebrali (muscoli intrinseci del rachide) e si estende per tutta la lunghezza della colonna vertebrale. Vi si possono considerare principalmente tre parti:
- il muscolo ileocostale lateralmente
- il muscolo spinale medialmente
- il muscolo lunghissimo situato tra i due.

## Funzione
Il muscolo erettore spinale ha funzione generale di estensione della colonna; viene infatti definito “erettore” in quanto contrasta la gravità permettendo la posizione eretta. 
All'estensione del rachide partecipano anche tutti gli altri muscoli delle docce vertebrali e i muscoli estrinseci della colonna, fornendo nel complesso un sostegno valido.
I fasci più laterali inclinano la colonna dal loro lato durante l'estensione, quelli che si inseriscono sulla testa hanno funzione di estensori anche per quest'ultima.